# Folkekirkens bekendelser
Mange lutherske kirker rundt omkring i verden har hele Konkordiebogen som bekendelsesgrundlag, men i den danske folkekirke har man kun fem bekendelsesskrifter:
- Den apostolske trosbekendelse
- Den nikænokonstantinopolitanske trosbekendelse
- Den athanasianske trosbekendelse
- Luthers lille katekismus
- Den Augsburgske bekendelse